# Banchus crefeldensis
Banchus crefeldensis är en stekelart som beskrevs av Ulbricht 1916. Banchus crefeldensis ingår i släktet Banchus och familjen brokparasitsteklar. Inga underarter finns listade.